# 82 mm działo bezodrzutowe B-10
B-10 – radzieckie działo bezodrzutowe.
Działo B-10 zostało skonstruowane w latach 50. i miało zastąpić starsze SPG-82. Miało gładkościenną lufę zamocowaną na lekkim trójnogu. Do trójnogu mogły być zamocowane małe koła, ułatwiające przetaczanie działa na niewielkie odległości (na większe odległości działo było po rozłożeniu przenoszone lub przewożone). Lufa zakończona była zamkiem z pojedynczą dyszą, zapewniającą bezodrzutowość broni. Z lewej strony lufy zamocowany był celownik optyczny PBO-2, służący do strzelania na wprost i ogniem pośrednim.
Z armaty B-10 można było wystrzeliwać stabilizowane brzechwowo pociski kumulacyjne i odłamkowe. Przeznaczone było do zwalczania celów opancerzonych, umocnień, siły żywej.
Działo B-10 było używane przez większość armii krajów Układu Warszawskiego, w tym przez Wojsko Polskie. Poza ZSRR produkowane w ChRL jako Type 65. Od lat 60. było wypierane przez działo SPG-9.

## Amunicja

### ZSRR
- BK-881 – pocisk HEAT-FS (kumulacyjny, stabilizowany brzechwowo) o masie 3,87 kg. Głowica zawiera 0,46 kg heksogenu. Zapalnik GK-2 PIBD.
- BK-881M – pocisk HEAT-FS o masie 4,11 kg. Głowica zawiera  0,54 kg heksogenu. Zapalnik GK-2M PDIBD. Przebijalność pancerza 240 mm RHA. Prędkość początkowa 322 m/s.
- O-881A – pocisk HE (odłamkowy) o masie 3,90 kg. Głowica zawiera 0,46 kg  TNT/dinitronaftalenu. Zapalnik GK-2. Prędkość początkowa 320 m/s. Donośność ogniem pośrednim do 4500 m.

### ChRL
- Type 65 – pocisk HEAT-FS o masie 3,5 kg. Przebijalność 356 mm RHA. Prędkość początkowa 240 m/s.
- Type 65 – pocisk HE-FRAG (odłamkowo-burzący) o masie 4,6 kg. Głowica po wybuchu tworzy około 780 odłamków – promień rażenia 20 m. Prędkość początkowa 175 m/s. Donośność 1750 m.